# Opactwo św. Marcina w Beuron
Arcyopactwo św. Marcina w Beuron – benedyktyński klasztor w Beuron w dolinie Dunaju w Niemczech, założony w 1863 w miejscu, gdzie tradycja życia klasztornego sięga IX w. Od 1873 r. posiada status opactwa macierzystego Kongregacji Beuron.

## Fundacja
Założycielami opactwa byli rodzeni bracia Maur i Placyd Wolf. Maur był autorem książki o życiu mniszym Elementa monastica (Brugia 1880) oraz komentarza do psalmów Psallite sapienter (5 tomów, Fryburg Bryzgowijski 1871-1890). Życie mnisze w opactwie od początku było kształtowane pod dominującym wpływem francuskiego opactwa Solesmes założonego przez prekursora Ruchu liturgicznego, dom Prospera Guérangera. Stąd, obok reguły św. Benedykta centralne miejsce zajmowała liturgia.

## Apostolstwo
Pod koniec XIX w. jeden z członków opactwa, Anselm Schott, przygotował popularne tłumaczenie łacińskiej liturgii mszalnej w języku niemieckim. Mszalik ten znany był powszechnie pod nazwą "Schott" i jest jednym ze świadectw działalności apostolskiej opactwa, szczególnie w dziedzinie formacji liturgicznej.
W latach 1927–1933 wielokrotnie przyjeżdżała tu Edith Stein, korzystając z kierownictwa duchowego arcyopata Raphaela Walzera. On też pomógł jej rozeznać powołanie do Karmelu, do którego wstąpiła w 1933 w Kolonii. W 1935 opat Walzer został zmuszony przez reżim nazistowski do emigracji do Francji.
W 1945 roku w opactwie utworzono Vetus latina-Institut zajmujący się starołacińskimi przekładami Pisma Świętego.

## Kongregacja Beuron
Jedną z pierwszych fundacji było Opactwo Maredsous w Belgii w 1872r. Opactwo Beuron stało się oficjalnie opactwem macierzystym Kongregacji Beuron w 1873 r., kiedy to przez Stolicę Apostolską został zatwierdzony statut. Następne fundacje, poza Niemcami, dokonywały się w okresie Kulturkampfu, kiedy wspólnota mnichów została wygnana z Beuron. Odnowiono wtedy m.in. opactwo Emmaus w Pradze czeskiej (1880). Po powrocie możliwe były fundacje wewnątrz Niemiec: Opactwo Maria Laach (1893 r.); opactwo Gerleve (1904 r.); opactwo Neresheim (1920); opactwo Weingarten (1922 r.); opactwo Neuburg (1926 r.) i inne. Ostatnimi fundacjami były: opactwo Tholey, na nowo ustanowione w 1949 r. i klasztor Nütschau – fundacja opactwa Gerleve dokonana w 1951 r.
W XX w. Kongregacja kontynuowała swą działalność poza Niemcami: w Belgii, Austrii, Portugalii, Brazylii i Japonii. W 1906 r. założono opactwo Zaśnięcia (lub Wniebowzięcia) NMP w Jerozolimie – obecnie opactwo Świętej Marii na Syjonie. Fundacje poza Niemcami w późniejszym okresie oddzieliły się od Kongregacji Beuron, często z powodów politycznych.
Członkiem kongregacji był belgijski historyk i patrolog Germain Morin (1861–1946).
Od 2004 r. filią opactwa stała się Cella s. Benedict na wyspie Reichenau na Jeziorze Bodeńskim – reaktywacja klasztoru Reichenau, jednego z wczesnośredniowiecznych ośrodków życia mniszego, utworzonego w 724 r.
Aktualnie, od 2011 r. opatem Beuron jest o.Tutilo Burger OSB.
Kongregacja posiada też gałąź żeńską, w skład której wchodzi dziewięć opactw benedyktynek – w Niemczech i poza granicami.